# Fognafjorden
Fognafjorden er en sidearm af Boknafjorden i Finnøy og Strand kommune i Rogaland fylke i Norge. Det meste af fjorden ligger syd for øen Fogn, som den er opkaldt efter. Fjorden har indløb i vest ved de små holme Tåde mellem Marshovet fyr i syd og Rossøya i nord. Herfra strækker fjorden sig 8 kilometer mod nordøst til området øst for Fogn, hvor Fisterfjorden fortsætter videre mod nordøst.
Sydøst for Fogn går  Årdalsfjorden mod øst ind  til Årdal i Hjelmeland. I vest grænser Fognafjorden til Hidlefjorden i sydvest, Brimsefjorden i vest og Talgjefjorden i nordvest. Medregnet Årdalsfjorden har Fognafjorden en total lengde på 18 kilometer.